# Rodolfo Hidalgo
Rodolfo Hidalgo, auch bekannt unter dem Spitznamen „Chato“, ist ein ehemaliger mexikanischer Fußballspieler auf der Position eines Verteidigers.

## Karriere
Zu Beginn der 1940er-Jahre spielte Hidalgo beim CF Atlante, mit dem er in der Saison 1940/41 die noch auf Amateurbasis betriebene mexikanische Fußballmeisterschaft und in der darauffolgenden Saison 1941/42 den mexikanischen Pokalwettbewerb gewann.
Bei Einführung der Profiliga wechselte „Chato“ Hidalgo zum Club Deportivo Guadalajara, für den er von 1943 bis 1947 insgesamt 59 Punktspieleinsätze absolvierte.

## Erfolge
- Mexikanischer Meister: 1941 (mit Atlante)
- Mexikanischer Pokalsieger: 1942 (mit Atlante)